# 王中良
王中良（1970年11月—），男，汉族，山东巨野人，中华人民共和国政治人物。现任天津城建大学副校长，民盟天津市委副主委。第十四届全国政协委员。